# HD184303
HD184303 — хімічно пекулярна зоря спектрального класу
A4 й має видиму зоряну величину в смузі V приблизно  7,6.